# Bataille de Sudoměř
 (décembre 2016).
Si vous disposez d'ouvrages ou d'articles de référence ou si vous connaissez des sites web de qualité traitant du thème abordé ici, merci de compléter l'article en donnant les références utiles à sa vérifiabilité et en les liant à la section « Notes et références ».
Croisades contre les Hussites
La bataille de Sudomĕř eut lieu le 25 mars 1420, opposant les forces catholiques et hussites. Ces derniers étaient menés par Břeněk de Švihov (mort au combat) et Jan Žižka. Les hussites furent victorieux. Il s'agit de la deuxième plus célèbre bataille des croisades contre les hussites. La première, la bataille de Nekmíř (en), était plus une retraite qu'un véritable affrontement.

## Déroulement
Les forces royalistes poursuivaient les hussites. Au commencement, les hussites furent attaqués sous un drapeau de cessez-le-feu. Cependant, ils eurent le temps de fortifier leur position. Un des leurs flancs était protégé par les chariots de guerre et les autres par les étangs Markovec, Škaredý et Prostřední. Un millier de johannites (cs) venant de Strakonice, menés par Jindřich de Hradec (cs) (mort au combat), attaquèrent les chariots disposés en barrage. Ils échouèrent dans leur tentative, subissant de lourdes pertes.
Ensuite, un autre millier de cavaliers royalistes menés par Peter von Konopischt de Sternberg (cs) menèrent un assaut sur un point faible de la formation ennemie, Cependant, ils s'embourbèrent dans le marais Škaredý. Ils essayèrent de s'en sortir en descendant de leurs chevaux mais rien n'y fit. Profitant de cette situation, l'infanterie légère hussite les anéantit au moyen de fléaux d'armes. La bataille prit fin avec la tombée de la nuit et l'arrivée de la brume. en tira avantage et s'enfuit.
Finalement, il s'agissait du premier succès d'une série à venir pour les hussites. En regardant les forces en présence, cette victoire a de quoi surprendre. En effet, les effectifs hussites, au nombre de 400, étaient surtout composés de fermiers et de villageois, parmi lesquels se trouvaient également des femmes et des enfants. En face, les forces royalistes étaient composées de 2000 cavaliers de l'armée régulière. Cependant, il faut mettre en avant l'utilisation ingénieuse de la tactique de Wagenburg et le choix de la position hussite par Jan Žižka. Il est certain que ces deux faits pesèrent lourd dans la balance.

## Galerie

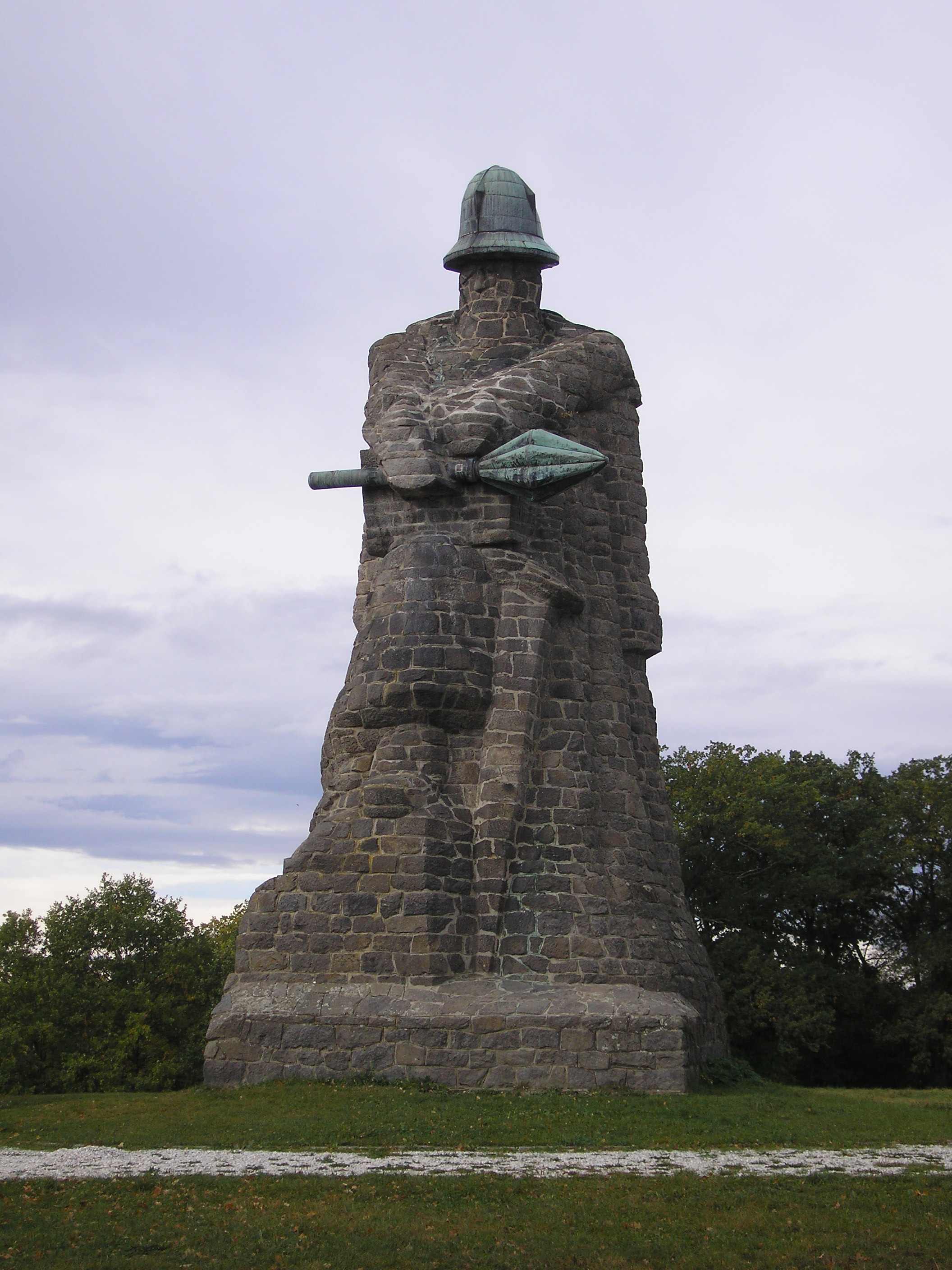
Statue représentant Jan Žižka
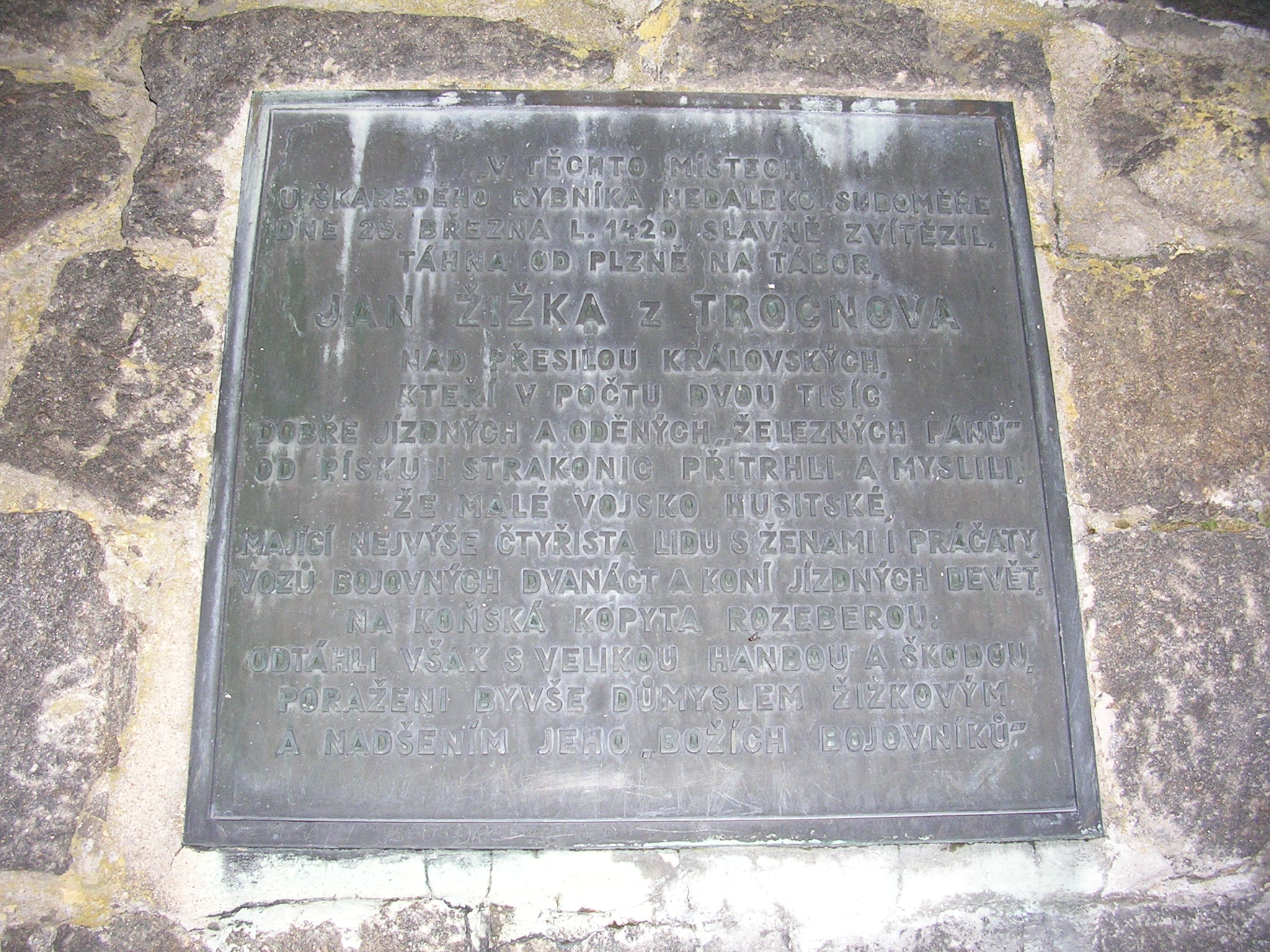
Première stèle relative à la bataille

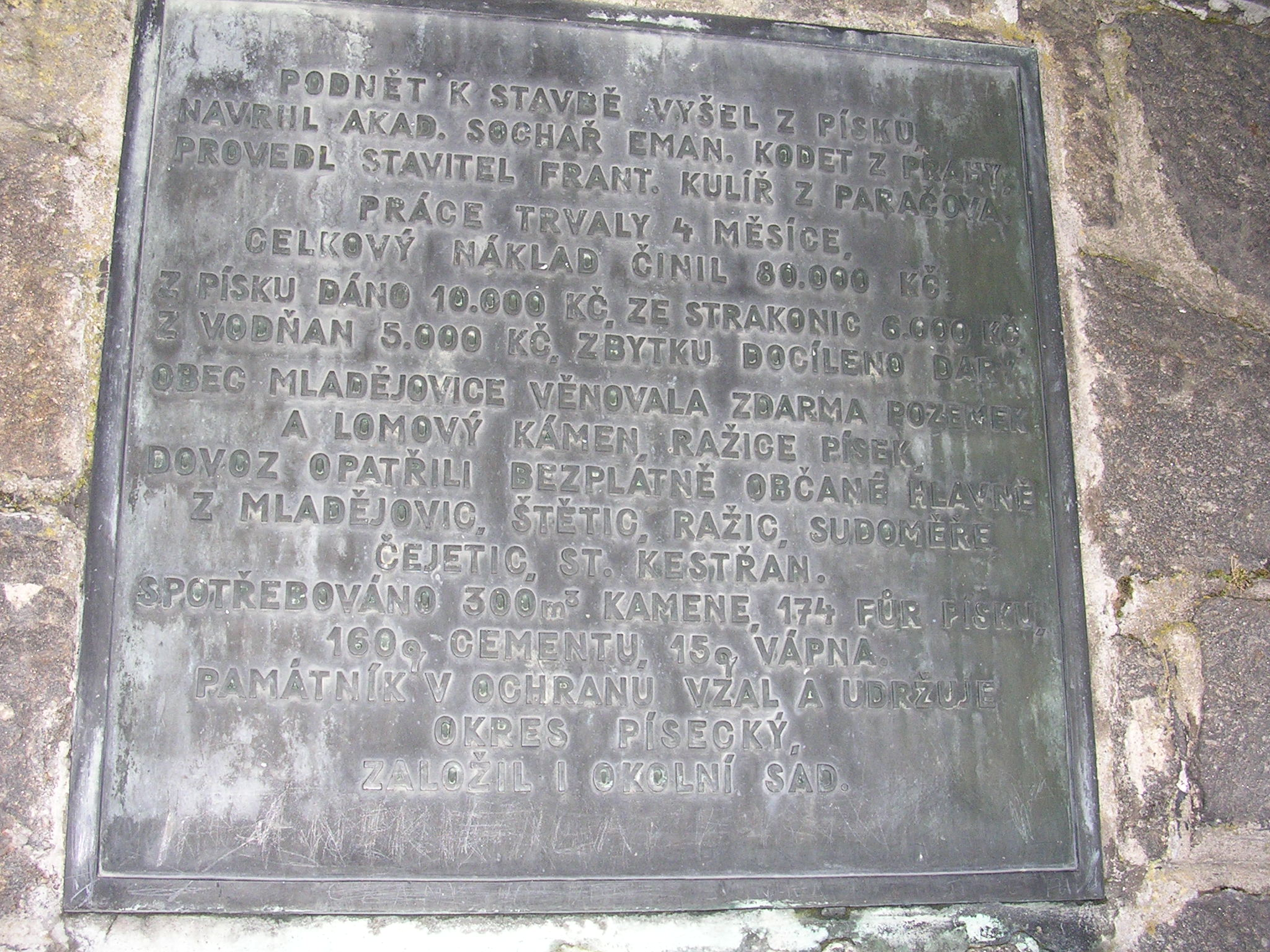
Deuxième stèle
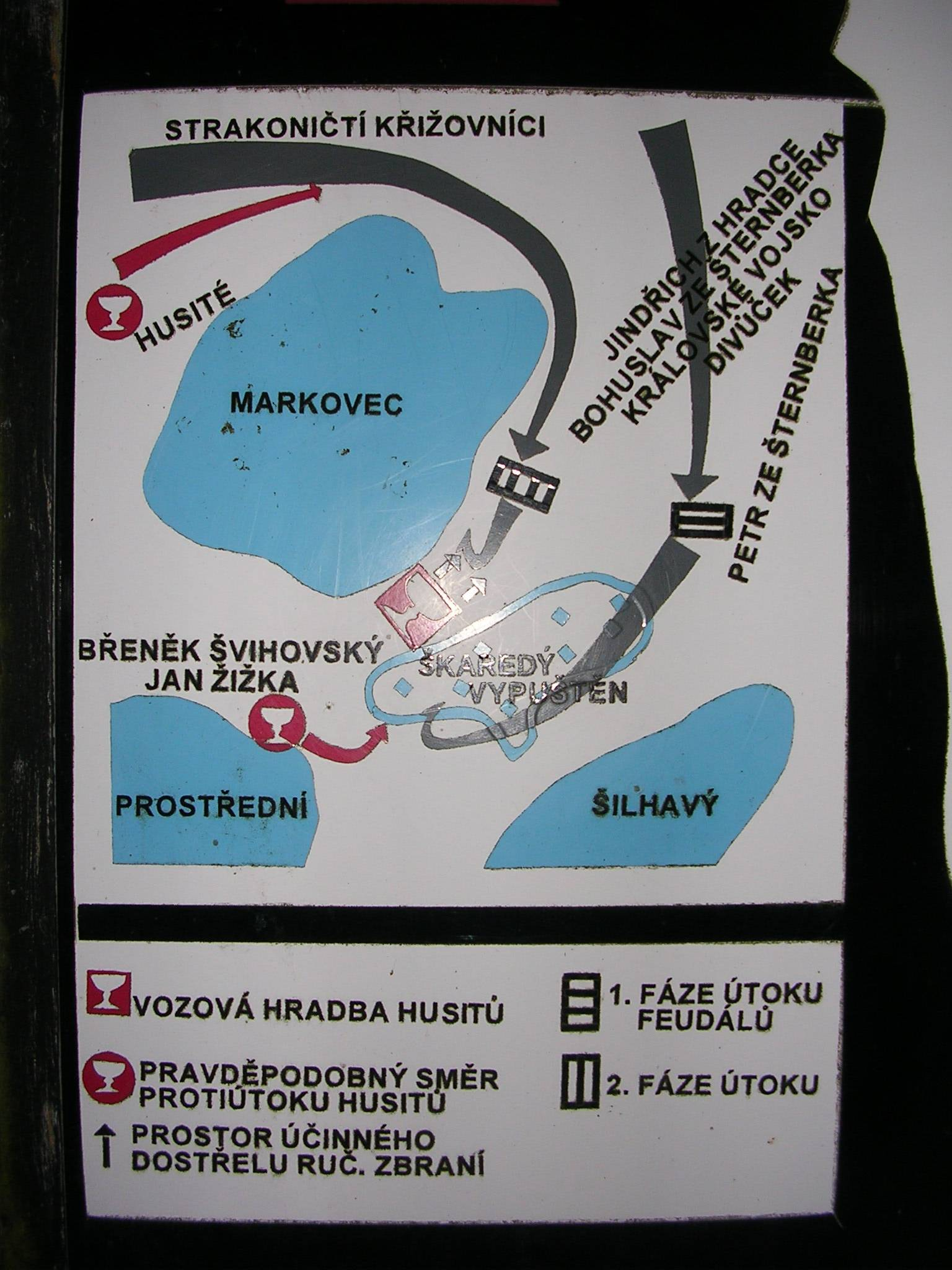
Plan de la bataille